# Bartolomeu Dias (corveta)
A Bartolomeu Dias foi uma corveta mista - com propulsão à vela e a vapor - ao serviço da Marinha Portuguesa, entre 1858 e 1905.
A corveta foi construída, em madeira, no Reino Unido da Grã-Bretanha e Irlanda, em 1858, sendo a primeira corveta da Marinha Portuguesa com propulsão a vapor.
Na sua viagem inaugural, foi responsável por trazer para Portugal D. Estefânia de Hohenzollern-Sigmaringen, noiva do Rei D. Pedro V de Portugal. O navio foi comandado desde a sua entrada ao serviço, pelo infante D. Luís, irmão do Rei e oficial da Marinha.
É em 1861, ao chegar a Lisboa, comandando a Bartolomeu Dias, que D. Luís recebe a notícia da morte do seu irmão e a de que seria ele o novo Rei de Portugal, como D. Luís I de Portugal.
Em 1864, a Bartolomeu Dias, faz parte da divisão naval, enviada de Portugal para o Brasil, em defesa dos interesses portugueses por ocasião da Guerra do Paraguai.
A corveta Bartolomeu Dias foi incendiada em Angola, em 1905, por já não se achar em condições de utilização.